# Brandon McBride
Brandon McBride, né le 15 juin 1994 à Windsor, est un athlète canadien, spécialiste du 800 mètres.

## Biographie
Le 22 juillet 2016, lors du meeting de Londres Brandon McBride descend pour la première fois de sa carrière sous les 1 min 44 s sur 800 m en portant son record personnel à 1 min 43 s 95.
Le 20 juillet 2018, il bat le record du Canada du 800 m au Meeting Herculis de Monaco en 1 min 43 s 20,. Le 11 août, il remporte à Toronto les championnats NACAC 2018 en 1 min 46 s 14.

## Palmarès
| Date | Compétition           | Lieu             | Résultat | Temps         |
| ---- | --------------------- | ---------------- | -------- | ------------- |
| 2017 | Championnats du monde | Londres          | 8e       | 1 min 47 s 09 |
| 2018 | Championnats NACAC    | Toronto          | 1er      | 1 min 46 s 14 |
| 2019 | Ligue de diamant      | Ligue de diamant | 3e       | 1 min 43 s 51 |

## Records
| Épreuve | Temps              | Lieu   | Date            |
| ------- | ------------------ | ------ | --------------- |
| 800 m   | 1 min 43 s 20 (NR) | Monaco | 20 juillet 2018 |